# Cosmisoma tibiale
Cosmisoma tibiale är en skalbaggsart som beskrevs av Aurivillius 1920. Cosmisoma tibiale ingår i släktet Cosmisoma och familjen långhorningar. Inga underarter finns listade i Catalogue of Life.